# Parterre du Midi

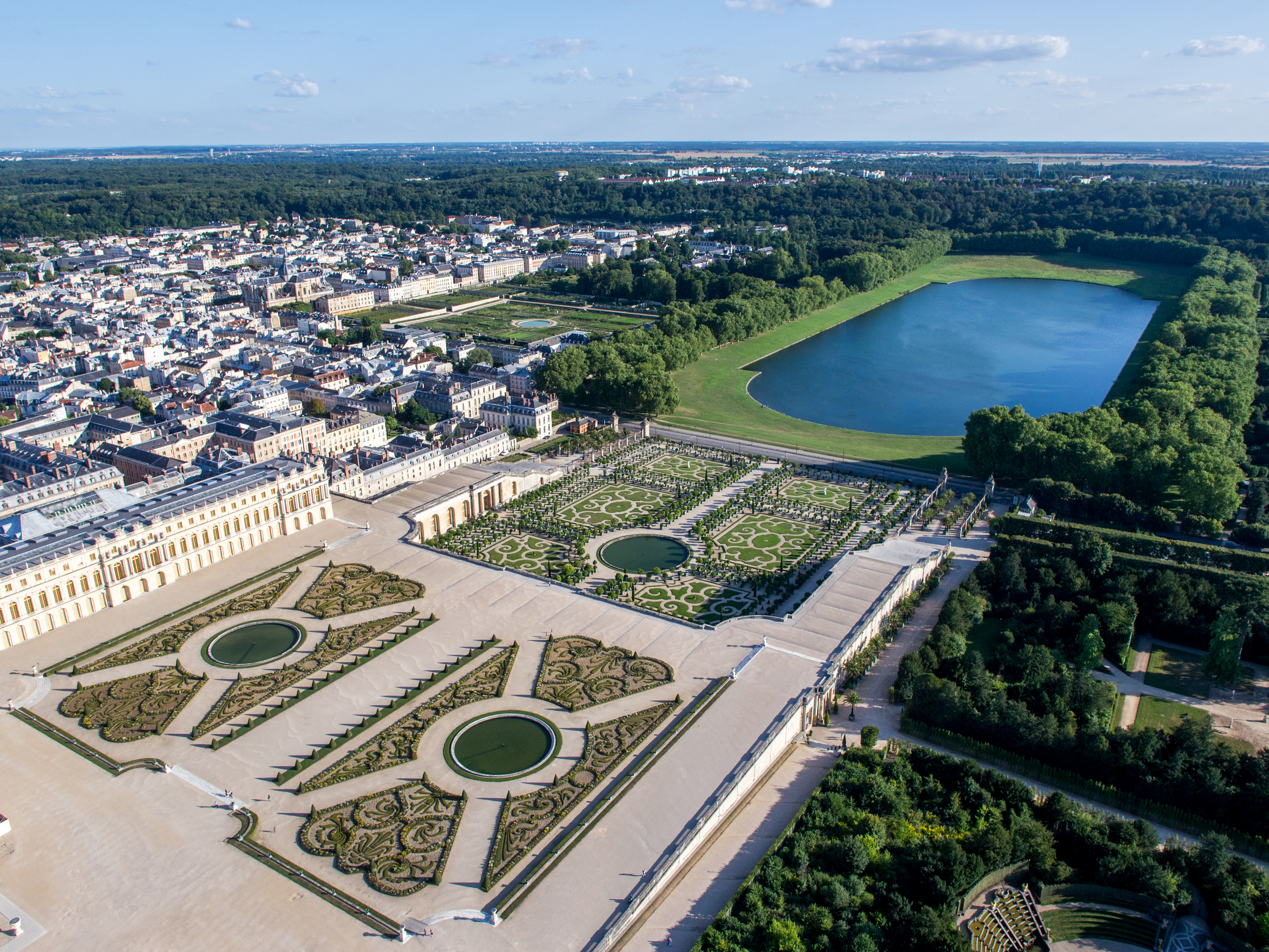
Vue aérienne du parterre du Midi avec la pièce d'eau des Suisses en fond.

Le parterre du Midi est un parterre floral comprenant deux bassins circulaires, situé dans le parc du château de Versailles.
On y accède par un perron où se trouvent deux des plus anciennes sculptures du parc, les « enfants aux sphynx », installées depuis 1685.  Ces enfants, dits aussi « Amours » ont été fondus en 1668 par Amboise Duval d'après un modèle de Jacques Sarazin et placés sur des sphynx de marbre de Louis Lerambert et Jacques Houzeau. 
Surplombant l'Orangerie, le parterre du Midi a été aménagé initialement par Louis Le Vau en 1663 et était alors composé de « compartiments sablés sur lesquels se détachaient des entrelacs de buis, des ifs taillés en forme de pyramide et des arabesques de gazon ». La surface doubla pour atteindre ses dimensions actuelles lors de la construction de l'aile du Midi et de l'Orangerie par Jules Hardouin-Mansart en 1682.

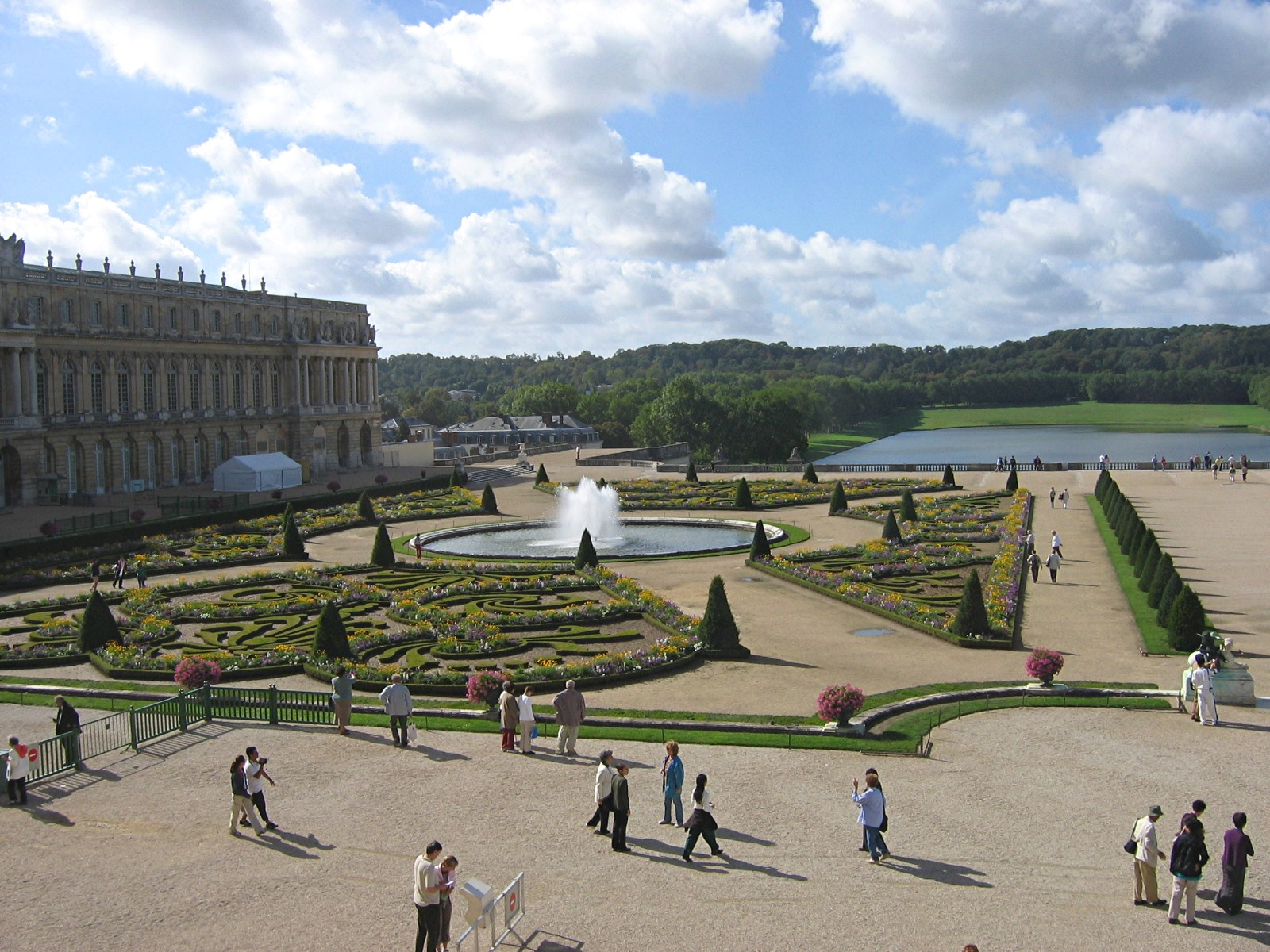
Parterre du Midi
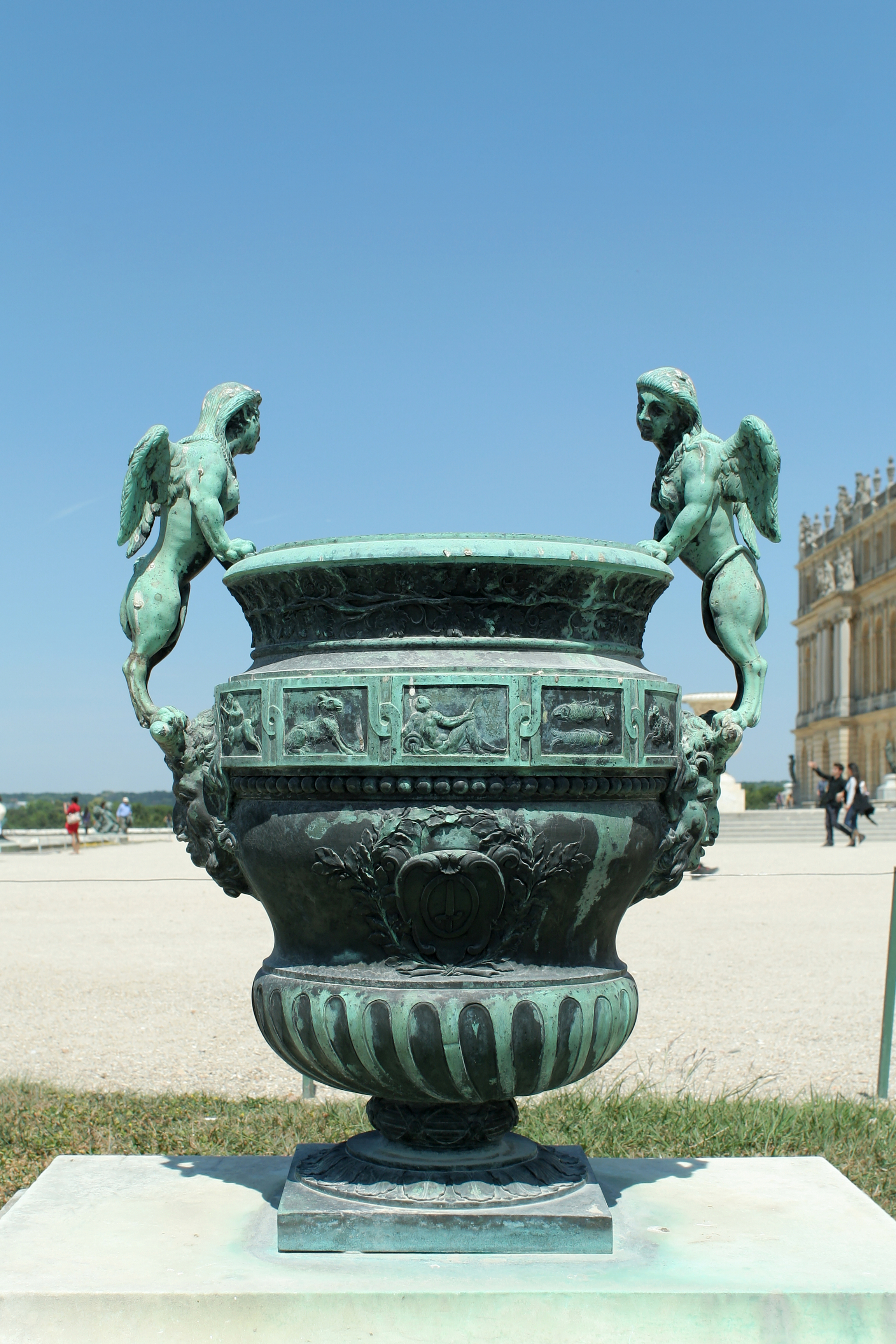
Un vase de bronze surplombant le parterre du midi
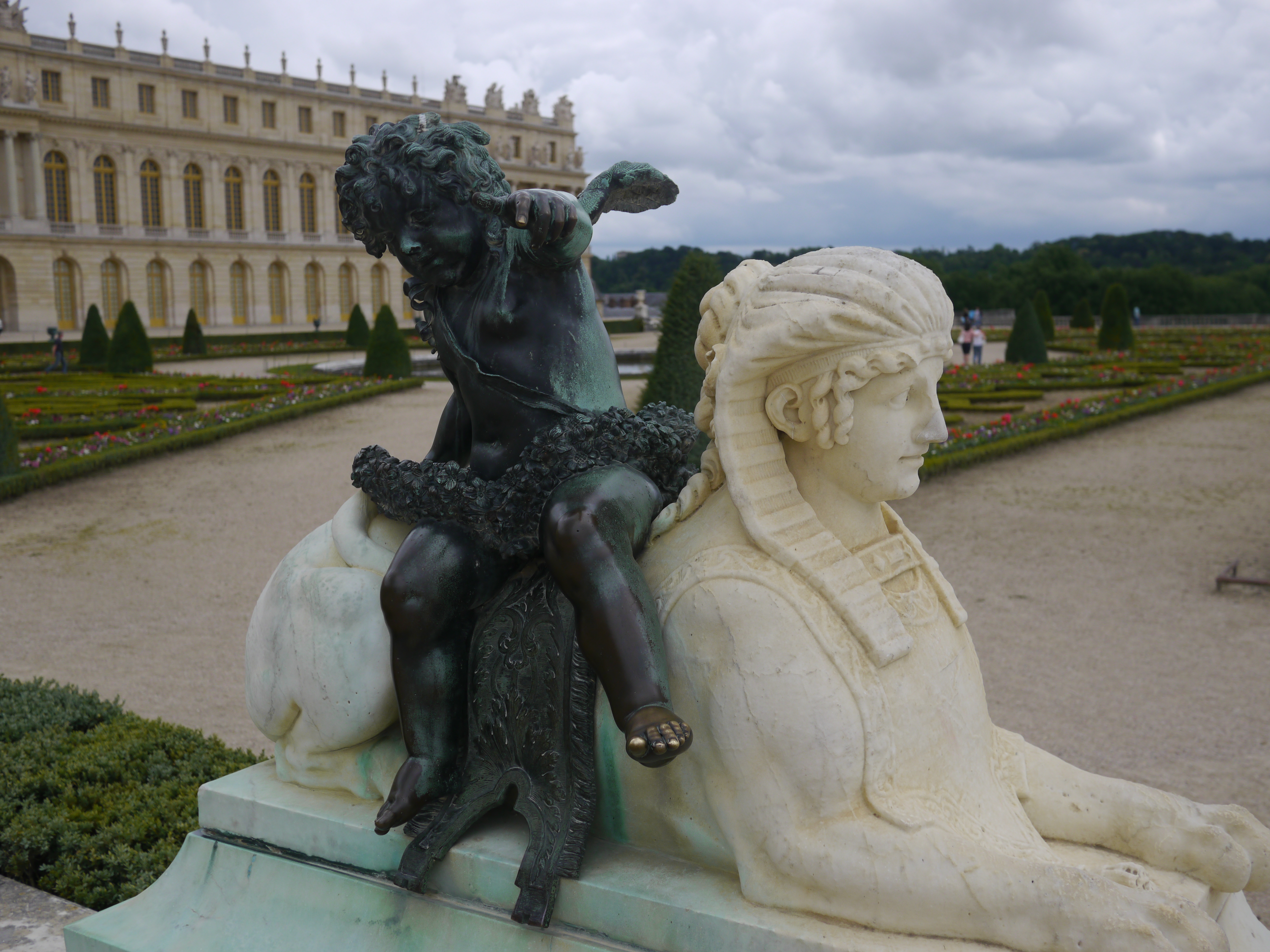
Un des deux sphynx encadrant les marches